# 1837 في الولايات المتحدة
فيما يلي قوائم الأحداث التي وقعت خلال عام 1837 في الولايات المتحدة.

## سياسة

### تعيين في المنصب
- 4 مارس – إسحاق توكي عضو مجلس النواب الأمريكي.
- 4 مارس – فرانكلين بيرس عضو مجلس الشيوخ الأمريكي.
- 4 مارس – مارتن فان بيورين رئيس الولايات المتحدة.
- 4 مارس – ميلارد فيلمور عضو مجلس النواب الأمريكي.
- 4 مارس – هيو لاغري عضو مجلس النواب الأمريكي.
- 4 مارس – ويليام آلن عضو مجلس الشيوخ الأمريكي.
- 19 يونيو – كليمنت كومر كلاي عضو مجلس الشيوخ الأمريكي.

### انتهاء فترة المنصب
- 17 يناير – تشارلز بولك حاكم ولاية ديلاوير [الإنجليزية]‏.
- 3 مارس – ريتشارد مينتور جونسون عضو مجلس النواب الأمريكي.
- 4 مارس – أندرو جاكسون رئيس الولايات المتحدة.
- 4 مارس – فرانكلين بيرس عضو مجلس النواب الأمريكي.
- 17 يوليو – كليمنت كومر كلاي حاكم ألاباما [الإنجليزية]‏.
- 27 أكتوبر – فليمون ديكرسون حاكم نيو جيرسي [الإنجليزية]‏.

## مواليد

### يناير
- 19 يناير – وليام ويليامز كين

### مارس
- 1 مارس – وليام دين هاولز
- 7 مارس – هنري درابر
- 8 مارس – نحميا غرين سياسي أمريكي.
- 17 مارس – هوراس بارنيل تاتل عالم فلك أمريكي.
- 18 مارس – جروفر كليفلاند رئيس أمريكي سابق في ولايتين منفصلتين.

### أبريل
- 3 أبريل – جون بوروز
- 15 أبريل – هوراس بورتر
- 17 أبريل – جون بيربونت مورجان

### مايو
- 18 مايو – جيمس بيفرلي سينر سياسي أمريكي.
- 27 مايو – وايلد بيل هيكوك

### يونيو
- 22 يونيو – بول مورفي

### أغسطس
- 10 أغسطس – جيمس فيليب إيغل سياسي أمريكي.
- 30 أغسطس – إلين لويس هيرندون آرثر سياسية من الولايات المتحدة الأمريكية.

### أكتوبر
- 10 أكتوبر – روبرت جولد شاو عسكري من الولايات المتحدة الأمريكية.

### نوفمبر
- 18 نوفمبر – وليام هيل سياسي أمريكي.

## وفيات

### مارس
- 19 مارس – جوزيف كريستوفر ييتس (مواليد 1768)

### أبريل
- 10 أبريل – ويليس الستون (مواليد 1769) سياسي أمريكي.

### أغسطس
- 17 أغسطس – جون فلويد (مواليد 1783) سياسي من الولايات المتحدة الأمريكية.
- 18 أغسطس – جورج واشنطن أوين (مواليد 1796) سياسي أمريكي.

### أكتوبر
- 9 أكتوبر – أوليفر ه الأمير (مواليد 1787) سياسي أمريكي.